# دسپرادوس: زنده یا مرده
دسپرادوس: زنده یا مرده (به انگلیسی: Desperados: Wanted Dead or Alive) یک بازی ویدئویی راهبردی میباشد که بر پایه سبک وسترن گسترش یافته است. نسخه دوم بازی با نام انتقام کوپر Desperados 2: Cooper's Revenge در سال ۲۰۰۷ انتشار یافت